# Bukovik (Breza)
Bukovik es un pueblo ubicado en el municipio de Breza, en el cantón de Zenica-Doboj, Bosnia y Herzegovina.

## Superficie
Cuenta con una superficie de 2,94 km².

## Demografía
Hasta 2013 la población era de 651 habitantes, con una densidad de población de 221,5 hab/km².
| Gráfica de evolución demográfica de Bukovik entre 1961 y 2013                      |
|                                                                                    |
| Datos según Population statistics of Eastern Europe & former USSR y Statistika.ba. |